# John Robinson (pastore)
John Robinson (Sturton le Steeple, 1576 – Leida, 1625) è stato un religioso britannico.

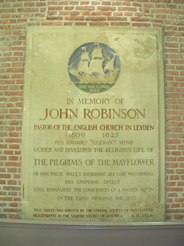
Placca commemorativa a John Robinson sul muro della Chiesa di San Pietro a Leida, dove è sepolto.

Pastore nonconformista, si rifugiò nel 1609 a Leida, divenendo il punto di riferimento di una vasta comunità nonconformista. Nel 1620 organizzò la partenza della nave puritana Mayflower.